# Echinodorus bleheri
Echinodorus bleheri, planta espada,  es una especie de planta acuática originaria del Amazonas.
Se cultiva para acuarios de agua dulce.  

## Descripción
Es una especie acuática con hojas sumergidas de 3 - 7 dm de largo y 1 dm de ancho,  adheridas a  peciolos chatos, triangulares; láminas foliares lanceoladas o angostamente ovales. 

## Ecología
Vive entre 10 a 30 °C, recomendable: 22 a 28 °C. El pH del agua a 5,5 a 8,4, aconsejable: 6,0 a 7,5.

## Distribución
E. bleheri se halla en la cuenca del Amazonas, y se la exportó como planta de acuario en el siglo XX desde Brasil. Es actualmente cultivada muy ampliamente para el mercado mayorista.

## Cultivo
E. bleheri  se propaga por división o por plántulas adventicias.